# ۲-آمینوتترالین
۲-آمینوتترالین (2-AT)، همچنین با نام ۴٬۳٬۲٬۱-تتراهیدرونفتالن-۲-آمین (THN) نیز شناخته می شود، یک داروی محرک با ساختار شیمیایی متشکل از یک گروه عاملی تترالین در ترکیب با یک آمین است.